# سیارک ۱۱۶۶۷
سیارک ۱۱۶۶۷ (به انگلیسی: 11667 Testa، نامگذاری:1997UB1) یازده هزار و ششصد و شصت و هفتمین سیارک کشف شده‌است که در ۱۹ اکتبر ۱۹۹۷ کشف شد.
قدر مطلق سیارک برابر ۱۴٫۹۰ است.